# Antonio Canepa
Antonio Canepa (Palermo; 25 de octubre de 1908-Randazzo; 17 de junio de 1945), también conocido con el pseudónimo de Mario Turri, fue un político, revolucionario, profesor y escritor siciliano, conocido como uno de los más importantes defensores del nacionalismo siciliano. Fue el líder de la facción socialista del Movimiento de Independencia de Sicilia y el fundador del Ejército Voluntario para la Independencia de Sicilia.

## Biografía
Antonio Canepa nació en Palermo en 1908. Descendiente de una familia de origen genovés establecida en el reino de Sicilia durante el siglo XVI.
Su padre, Pietro, era profesor universitario. Su madre, Teresa, hermana de Antonino Pecoraro, diputado del Partido Popular.
Estudió con los jesuitas en Palermo y luego en el colegio Pennisi en Acireale. Se graduó en Derecho en Palermo en 1930 con una tesis titulada ¿Unidad o pluralidad de los sistemas jurídicos?. Estuvo en contacto con grupos antifascistas con los que quería organizar en 1933 un golpe de Estado en la República de San Marino, con el único propósito de demostrar la presencia activa de fuerzas opuestas al régimen fascista. El plan fue frustrado y Canepa fue detenido el 17 de junio de 1933 junto con su hermano Luigi y otros exponentes, que fueron condenados a penas de dos a cuatro años de prisión, mientras que Canepa, fingiendo estar demente, fue hospitalizado en un asilo hasta noviembre de 1934.
En 1937 se convirtió en profesor de Historia de las doctrinas políticas en la Universidad de Catania, donde es recordado como un estricto profesor universitario y autor del Sistema de Doctrina del fascismo, una obra elogiada por la revista fascista Hierarchy. Canepa, sin embargo, no había dejado de incluir en el texto también numerosas citas tomadas de obras prohibidas, para llevar a cabo una propaganda antifascista indirecta. Al mismo tiempo emprendió bajo el seudónimo de "Mario Turri" o "Prof. Bianchi" una actividad clandestina en las filas de Justicia y Libertad con el "grupo Etna". En 1939 se hizo amigo de Herbert Rowland Arthur, duque de Bronte, quien más tarde actuó como su intermediario con el Servicio de Inteligencia británico.
En diciembre de 1942 publicó, como Mario Turri, el folleto La Sicilia ai siciliani, un manifiesto de su idea de la independencia siciliana. Creía que la independencia siciliana era el medio para la emancipación de las clases populares, poniéndose así en conflicto con el proyecto de separación defendido por los agraristas, causa probable "no sólo de la división del movimiento independentista, sino también de la muerte del propio Canepa".
En el mismo período dirigió, con algunos de sus alumnos, acciones de sabotaje contra instalaciones militares ítalo-alemanas en Sicilia, como el ataque, junto con un comando inglés, en la noche del 9 de junio de 1943, en la base aérea de Gerbini ,en Motta Sant'Anastasia, en manos de los alemanes. Después del desembarco de los Aliados fue enviado a la Toscana, y se unió en 1944 a una brigada partisana anarquista. En Florencia también parece haber tenido estrechas relaciones con el Partido Comunista Italiano, pero la circunstancia es dudosa. Al regresar a Catania a finales de ese mismo año, reanudó la enseñanza universitaria y se colocó a la cabeza, junto con Antonino Varvaro (1892-1972), del ala izquierda del Movimiento de Independencia de Sicilia. En febrero de 1945 formó una fuerza paramilitar clandestina, el Ejército de Voluntarios para la Independencia de Sicilia.
En la mañana del 17 de junio de 1945, Canepa fue asesinado en un enfrentamiento con los carabineros, en el distrito de Murazzu Ruttu cerca de Randazzo, en la carretera estatal 120 en circunstancias no del todo claras y aún hoy en el centro de un debate surgido de las interpretaciones de las diferentes versiones de las actas oficiales. Junto a él, murieron su brazo derecho, Carmelo Rosano de 22 años, y Giuseppe Lo Giudice, de 18. Una patrulla compuesta por el carabinero Calabrese, el vice brigadier Cicciò y comandado por el mariscal Rizzotto, dieron la voz de alto al vehículo que no se detuvo. En el tiroteo -que terminó con la explosión de una granada de mano- Lo Giudice murió al instante, Rosano y Canepa, en el hospital. Nando Romano habría logrado sobrevivir, mientras que Antonino Velis y Pippo Amato, lograron escapar.
Según estudios recientes, está ganando fuerza la idea de que en el asesinato del líder de EVIS hayan intervenido los servicios secretos internacionales, porque los acuerdos de Yalta ya habían establecido que Sicilia debía ser parte de Italia, por lo que era necesario neutralizar los brotes separatistas.
En el lugar de la masacre se halla una piedra conmemorativa dedicada a los caídos de la EVIS. Antonio Canepa está enterrado en el cementerio de Catania, en la avenida de los ilustres sicilianos, junto a Giovanni Verga y Angelo Musco.
Su hijo Antonio Enrico Canepa, nacido en 1940, fue diputado socialista durante tres legislaturas. Murió a los cuarenta y tres años producto de una sobredosis.